# Пухогърба синигерова тимелия
Пухогърбите синигерови тимелии (Macronus ptilosus) са вид птици от семейство Мустакати синигери (Timaliidae).

## Разпространение
Разпространени са в екваториалните гори и блатата на Югоизточна Азия.